# Electricitat atmosfèrica

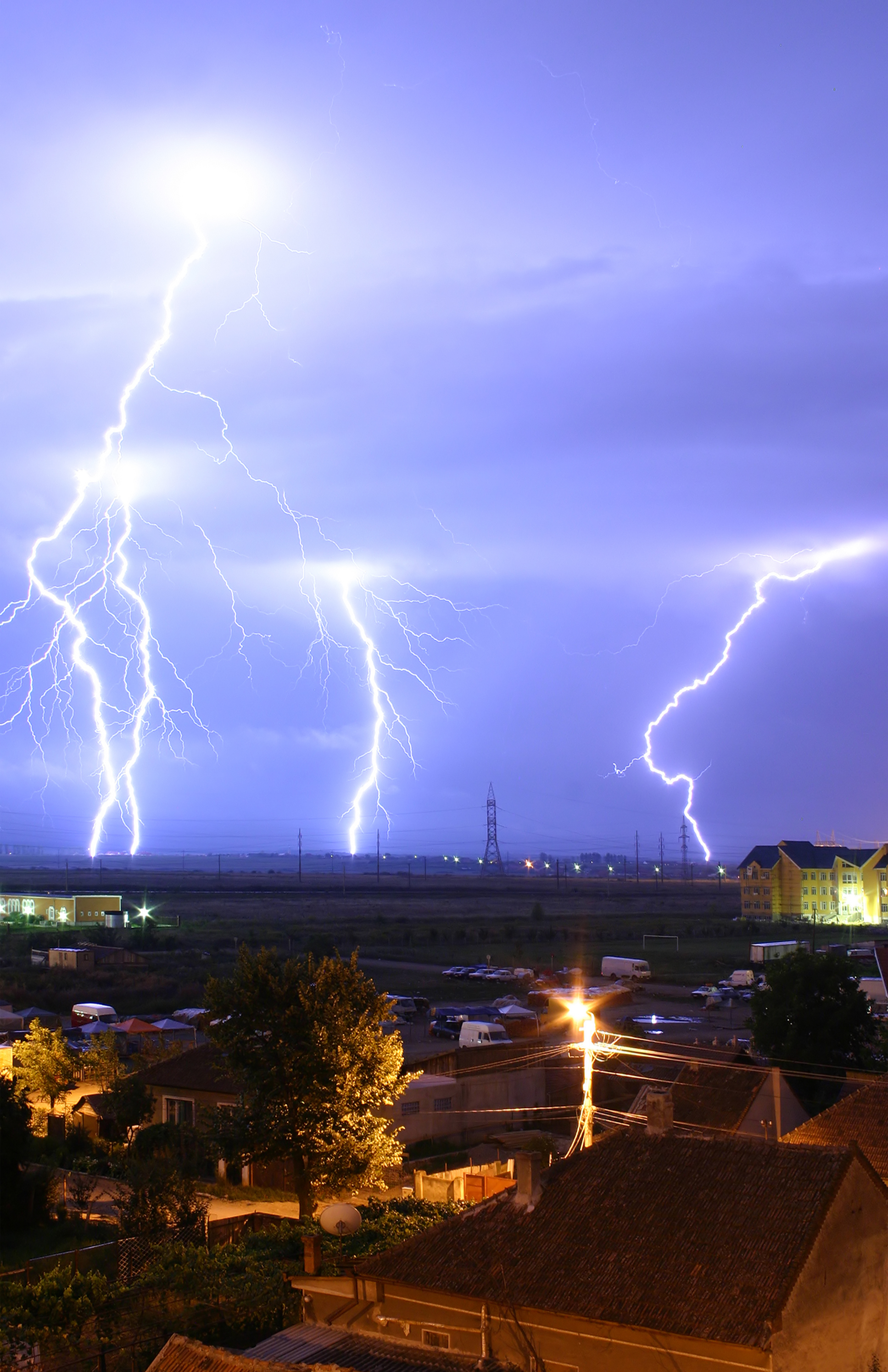
Llamps. Les temperatures del plasma en un llamp poden acostar-se als 28.000 kelvin i les densitats electròniques poden superar el 10^24/m^3.

L'electricitat atmosfèrica és la variació diürna de la xarxa electromagnètica de l'atmosfera terrestre (o, més general, qualsevol sistema elèctric en l'atmosfera d'un planeta). La superfície de la Terra, la ionosfera, i l'atmosfera es coneixen com el “circuit elèctric atmosfèric mundial”. L'electricitat atmosfèrica és un tema multidisciplinar.
Sempre hi ha electricitat lliure a l'aire i als núvols, que actuen per inducció sobre la terra i els dispositius electromagnètics. Els experiments han demostrat que sempre hi ha electricitat lliure en l'atmosfera, la qual és unes vegades negativa i altres vegades positiva, però la majoria de les vegades és en general positiva, i la intensitat d'aquesta electricitat lliure és més gran al migdia que al matí o la nit i és més gran a l'hivern que a l'estiu. Amb bon temps, el potencial augmenta amb l'altitud en una taxa, d'acord amb alguns autors, del voltant de 100 volts per metre.
El medi atmosfèric, pel qual estem envoltats, no només conté electricitat combinat, com qualsevol altra forma de la matèria, sinó també una quantitat considerable en estat lliure i sense combinar, de vegades d'un tipus, de vegades d'un altre; però com a regla general és sempre de naturalesa oposada a la de la terra. Diferents capes o estrats de l'atmosfera, situades a molt curta distància uns dels altres, es troben freqüentment en diferent estat elèctric.  El fenomen de l'electricitat atmosfèrica pot ser de tres tipus. Hi ha el fenomen elèctric de les tempestes i el fenomen de l'electrificació contínua en l'aire, i el fenomen de l'aurora polar constitueix el tercer tipus. 
La majoria de les autoritats estan d'acord, però, que sigui quin sigui l'origen de l'electricitat lliure en l'atmosfera l'electricitat d'enormes tensions que disromp l'aire i produeix el fenomen del llamp es deu a la condensació del vapor d'aigua que forma els núvols; cada petita gota de vapor mentre es mou per l'aire recull en la seva superfície una certa quantitat d'electricitat lliure. Llavors, com les gotes de vapor es fonen en gotes més grans amb la corresponent disminució de la superfície total exposada, el potencial elèctric augmenta fins que es sobrepassa la resistència de l'aire. Aquesta observació pot ser entesa més clarament quan es considera que amb una determinada càrrega elèctrica el seu potencial augmenta quan la capacitat elèctrica de l'objecte disminueix, com és el cas que ocorre quan les diminutes gotes de vapor s'uneixen en grans gotes. La similitud del raig amb l'electricitat desenvolupada per una màquina elèctrica va ser demostrada per Franklin en els seus memorables experiments amb estels.

## Descripció
L'electricitat atmosfèrica abunda en el medi ambient, i alguns indicis d'això es troben a menys d'un metre de la superfície de la Terra, però en augmentar l'alçada es fa més evident. La idea principal és que l'aire sobre la superfície de la terra està en general, durant el bon temps, electrificat positivament, o almenys és positiu pel que fa a la superfície terrestre (la superfície de la terra és relativament negativa). A més, la presència de les accions elèctriques en l'atmosfera, a causa de l'acumulació d'enormes càrregues estàtiques de corrent generat probablement per la fricció de l'aire sobre si mateix, pot donar compte dels diversos fenòmens del llamp i les tempestes. Altres causes que produeixen electricitat a l'atmosfera són, l'evaporació des de la superfície de la Terra, els canvis químics que tenen lloc sobre la superfície de la Terra, i l'expansió, la condensació, i la variació de la temperatura de l'atmosfera i de la humitat continguda en ella.
Segons Jean Charles Athanase Peltier, el globus terrestre és completament negatiu, i l'espai interplanetari positiu; l'atmosfera per si mateixa no té electricitat, i està només en un estat passiu, de manera que els efectes observats es deuen a la influència relativa d'aquests dos grans magatzems d'electricitat. Els investigadors estan disposats a assumir que el globus terrestre posseeix, almenys en la seva part sòlida, un excés d'electricitat negativa, i que és el mateix amb els cossos col·locats en la seva superfície, però sembla deduir-se d'això, a partir de les diferents observacions formulades, que l'ambient en si està electrificat positivament. Aquesta electricitat positiva, evidentment, sorgeix de la mateixa font que la negativa del globus. És probable que sigui, essencialment, en els vapors aquosos amb els que l'atmosfera està sempre més o menys plena, on resideix, en lloc de a les partícules de l'aire de si mateix.
Els mesuraments de l'electricitat atmosfèrica poden ser vistes com a mesuraments de la diferència de potencial entre un punt de la superfície de la Terra, i un punt en algun lloc en l'aire sobre d'ella. S'ha trobat que l'atmosfera en diferents regions té sovint diferents potencials locals, que difereixen del potencial de la terra de vegades fins i tot fins a 100 volts per cada metre d'alçada. 
El camp electroestàtic i la diferència de potencial del camp terrestre d'acord amb les investigacions, és a l'estiu de 60 a 100 volts, i a l'hivern de 300 a 500 volts per metre de diferència en alçada, un simple càlcul dona el resultat que, quan un col·lector es disposa, per exemple, a terra, i un segon col·lector està muntat verticalment sobre ella a una distància de 2000 metres i tots dos estan connectats per un cable de conducció, hi ha una diferència de potencial a l'estiu d'al voltant de 2.000.000 volts i a l'hivern fins i tot de 6.000.000 volts i més.
A les regions superiors de l'atmosfera, l'aire està altament enrarit, i condueix com els gasos rarificats en els tubs de Geissler. L'aire de la capa inferior és, quan està sec, no conductor. L'estrat superior es creu que està carregat d'electricitat positiva, mentre que la superfície de la Terra està carregada negativament; l'estrat d'aire més dens entre elles actua com el vidre de la ampolla de Leyden, mantenint les càrregues oposades separades. La teoria de l'electricitat atmosfèrica, explica també molts altres fenòmens; l'electricitat lliure, que es manifesta durant les tempestes, sent la causa dels trons, i l'electricitat de baixa tensió, que es manifesta durant una visió de l'aurora boreal, i causant aquest últim fenomen.
L'atmosfera elèctrica és la causa més freqüent que deté o impedeix les transmissions elèctriques. Durant les tempesta s, s'ha observat que alguns aparells funcionen de forma irregular, interrompent el pas dels corrents forts de forma instantània i, sovint es produeix sobre els aparells en les oficines, entre les puntes metál·liques.